# Painstation

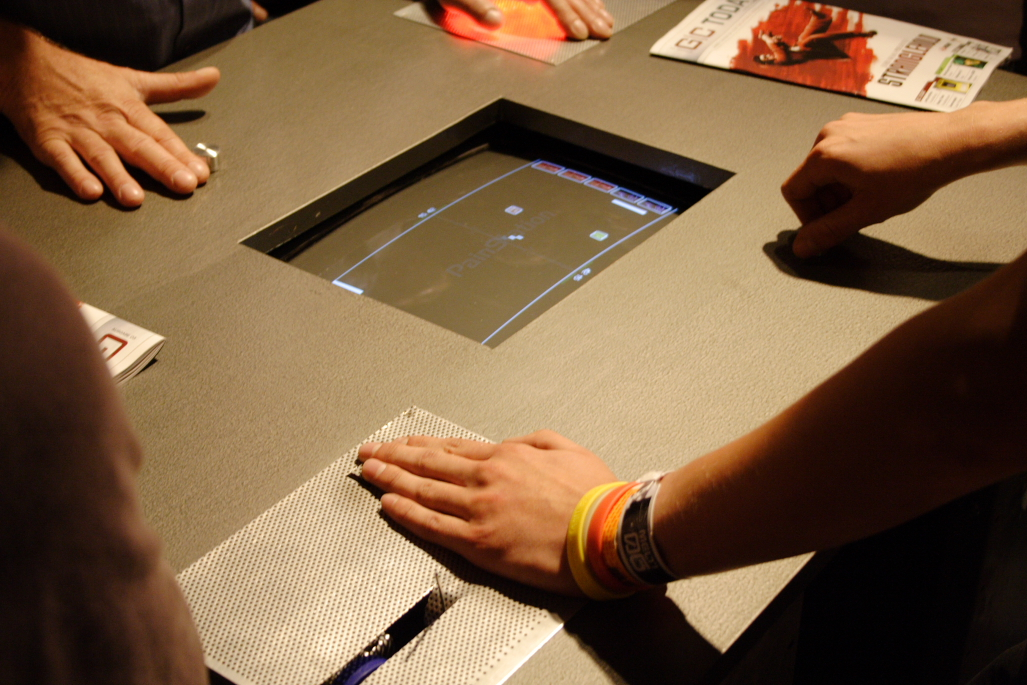
Dwóch graczy korzystających z PainStation

PainStation – instalacja artystyczna zawierająca grę komputerową wzorowaną na Pongu, umożliwiająca zadawanie graczom bólu w czasie rzeczywistym. Urządzenie umożliwia grę dla dwóch osób.

## Historia
Urządzenie zostało stworzone w 2001 roku przez Volkera Morawe i Tilmana Reiffa, pochodzących z Niemiec. PainStation jest elementem stałej ekspozycji w Muzeum Gier Komputerowych w Berlinie.
Instalacja PainStation jest wzorowana na karcianej grze z czasów dzieciństwa twórców, podczas której gracze ranią sobie dłonie.
W 2014 roku instalacja była wystawiana w Krakowie na wystawie "No pain no game".
Ze względu na podobieństwo nazwy PainStation z PlayStation, po ustaleniach z Sony, niemieccy artyści zaczęli nazywać swoje urządzenie dłuższym zwrotem "The artwork formerly known as Painstation".

## Rozgrywka
Gra za pomocą PainStation polega na rozgrywce dla dwóch osób, w grę podobną do Ponga. Każdy gracz kładzie jedną z dłoni na obszarze Pain Execution Unit (PEU), który pełni rolę czujnika i zadaje ból w przypadku popełnienia przez gracza błędu podczas gry. PainStation zadaje trzy rodzaje bólu: uczucie gorąca, rażenie prądem lub uderzenie małym biczem. Bez względu na uzyskany wynik, ten gracz który pierwszy zabierze dłoń z PEU przegrywa.